# Большевик (Кочкорский район)
Большевик (кирг. Большевик) — село в Кочкорском районе Нарынской области Кыргызстана. Входит в состав Кочкорского айылного аймака.

## География
Село расположено в северо-восточной части области, к югу от реки Кочкор, на расстоянии приблизительно 1 километра (по прямой) к югу от села Кочкорки, административного центра района. Абсолютная высота — 1909 метров над уровнем моря.

## Население
Согласно оценочным данным Национального статистического комитета Кыргызской Республики, численность населения села на начало 2023 года составляла 2029 человек.
| год     | 2009 | 2014 | 2015 | 2020 | 2021 | 2023 |
| ------- | ---- | ---- | ---- | ---- | ---- | ---- |
| человек | 1938 | 2308 | 2322 | 2279 | 2276 | 2029 |